# Smardzewo (Płońsk)
Pour les articles homonymes, voir Smardzewo.
Smardzewo (prononciation : [smarˈd͡zɛvɔ]) est un village polonais de la gmina de Sochocin dans le powiat de Płońsk de la voïvodie de Mazovie dans le centre-est de la Pologne.
Il se situe à environ 5 kilomètres à l'ouest de Sochocin (siège de la gmina), 8 kilomètres au nord de Płońsk (siège du powiat) et à 68 kilomètres au nord-ouest de Varsovie (capitale de la Pologne).

## Histoire
De 1975 à 1998, le village appartenait administrativement à la voïvodie de Ciechanów.